# Antun Bačić (slikar)
Antun Bačić (Subotica, 9. svibnja 1887. – Subotica, 3. srpnja 1977., bio je subotički slikar impresionist, jedan od predstavnika slikarstva u bačkih Hrvata. Mađarski ga izvori spominju u obliku Bacsics Antal.

## Životopis
Rodio se 1887. u Subotici u obitelji obrtnika, postolara. U Subotici je pohađao četverogodišnju pučku školu. Nakon toga radio je u očevoj postolarskoj radionici. Još dok je naukovao, učitelji su primijetili njegov slikarski dar. Radove su mu poslali na izložbu, gdje su dobili priznanje. 
Mecene su ga poslale na školovanje u Zagreb. Ondje je uspješno upisao ALU (školu je vodio Bela Čikoš), gdje je učio kod B. Čikoša i Rudolfa Valdeca (ondje je još radio Crnčić i Ivaković). Financijska potpora iz Subotice nije stizala, nešto je potpore dobio od Hrvata u Zagrebu, tako da je na Valdecovo razumijevanje završio dvije godine studija. U Zagrebu se bavio i mljekarstvom - proizvodio je jogurt. Ukupno se školovao tri i pol godine. Potom je studij nastavio u Münchenu kod prof. Magdeleya gdje je uspio upisati se uz pomoć uglednog kolege, a zbog izostale financijske pomoći u siromašnim je uvjetima studirao i prisilno stvarao, financirajući se prodajom crteža i izradom replika djela poznatih slikara. U Münchenu je studirao pola godine.
U rodni se grad narušena zdravlja vratio 1912. godine. Ondje je slikao portrete po narudžbi i radio u fotografskoj radnji. Iz tog razdoblja datira jedna njegova slika koju je radio po svojoj zamisli: Skinuće Krista s križa. U prvom je svjetskom ratu unovačen i poslan na rusko bojište, 1917. je zarobljen, 1918. se vratio u Suboticu. Poslije je slikao i fotografirao. 
Nakon tri godine zaposlio se u državnim željeznicama gdje je radio do mirovine. Zabilježen je njegov neuspjeli pokušaj vođenja slikarske škole.
Djela mu nisu uredno evidentirana, pa im se ne zna broj. Nalaze se po privatnim zbirkama a neka u subotičkom Gradskom muzeju. Prvo njegovo znatnije djelo je slika Skenderbega, nastalo nadahnutom čitanjem epskog junačkog pjesništva.
Likovna ga je kritika vremenom zaboravila. Ipak, spomenuo ga je Blaško Vojnić Hajduk u kalendaru Hrvatske riječi i Pavao Bačić u podlistku u Subotičkim novinama.